# Anders Holmgren (kyrkoherde)
Anders Holmgren, född 24 maj 1784 i Ullervads socken, död 14 juli 1874 i Vinnerstads församling, Östergötlands län, var en svensk präst.

## Biografi
Anders Holmgren föddes 24 maj 1784 på Keckstad i Ullervads socken. Han var son till bonden och mjölnaren Magnus Andersson och Ingrid Carlsdotter. Holmgren studerade i Mariestad och Skara. Han blev höstterminen 1805 student vid Uppsala universitet och prästvigdes 9 oktober 1809 i Göteborg för Skara stift. Han blev då huspredikant vid Medevi brunn och 4 november 1809 extra ordinarie bataljonspredikant vid Västgöta regemente. Holmgren blev 6 juni 1810 brunnspredikant vid Medevi brunn och 1819 hospitalssyssloman där. Han avlade 1814 pastoralexamen i Skara och tilldelades 18 februari 1815 kunglig hovpredikants namn, heder och värdighet. År 1835 blev han extra ordinarie hovpredikant och 21 april 1837 kyrkoherde (som extra sökande) i Vinnerstads församling, med tillträde 1839. Holmgren avled 14 juli 1874 i Vinnerstads socken som stiftets senior.

### Familj
Holmgren gifte sig 28 januari 1815 med Gustava Nordwall (1797–1860), dotter till kyrkoherden Anders Nordvall i Västra Ny församling och Beata Margareta Åkerman. De fick tillsammans barnen Augusta Aurora Holmgren (1815–1905), Emelie Adelaide Holmgren (född 1817), som var gift med civilingenjören August Julius Hjortsberg i Nyköping, kyrkoherden Ivar Holmgren (1818–1873) i Östra Ryds församling, Selma Matilda Holmgren (1820–1820), inspektoren Alfrid Clemens Holmgren (1821–1844) i Värmland, professorn Hjalmar Holmgren (1822–1885) vid Tekniska högskolan, professorn Albert Holmgren (1824–1905) vid Lunds universitet, Selma Amanda Holmgren (1825–1826), Nanny Olivia Holmgren (1828–1829), lektorn August Holmgren (1829–1888) vid Skogsinstitutet, professorn Frithiof Holmgren (1831–1897) vid Uppsala universitet och Josephina Gustava Aurora Adelaide Holmgren (1840–1866).